# Fuhuan
Fuhuan (kinesiska: 扶欢) är en köping i sydvästra Kina. Den ligger i stadsdistriktet Qijiang i storstadsområdet Chongqing, omkring 83 kilometer söder om det centrala stadsdistriktet Yuzhong. Antalet invånare är 25164. Befolkningen består av 12 872 kvinnor och 12 292 män. Barn under 15 år utgör 18,0 %, vuxna 15-64 år 66 %, och äldre över 65 år 14,0 %.